# Хоцунська сільська рада
Хоцунська сільська рада — сільська рада в Любешівському районі Волинської області з адміністративним центром у селі Хоцунь.

## Загальні відомості
Історична дата утворення: в 1969 році. Водоймища на території, підпорядкованій даній раді: річки Прип'ять, Стохід, озеро Люб'язьке.

## Населені пункти
Сільській раді підпорядковані населені пункти:
- с. Хоцунь
- с. Сваловичі

## Склад ради
Рада складається з 12 депутатів та голови.

### Керівний склад ради
| ПІБ                         | Основні відомості                                                                                              | Дата обрання | Дата звільнення |
| --------------------------- | --- | ------------ | --------------- |
| Савчук Руслана Андрониківна | Сільський голова, 1970 року народження, освіта, позапартійна                                                   | 26.03.2006   | 31.10.2010      |
| Корець Микола Андрійович    | Сільський голова, 1958 року народження, освіта незакінчена вища, член Всеукраїнського об'єднання «Батьківщина» | 31.10.2010   |                 |

Примітка: таблиця складена за даними джерела

## Населення
Згідно з переписом УРСР 1989 року чисельність наявного населення сільської ради становила 539 осіб, з яких 251 чоловік та 288 жінок.
За переписом населення України 2001 року в сільській раді мешкало 445 осіб.

### Мова
Розподіл населення за рідною мовою за даними перепису 2001 року:
| Мова       | Відсоток |
| ---------- | -------- |
| українська | 98,67 %  |
| російська  | 1,11 %   |
| білоруська | 0,22 %   |